# Irixoa
Irixoa ist eine spanische Gemeinde in der Autonomen Gemeinschaft Galicien. Irixoa ist auch eine Stadt und eine Parroquia sowie der Verwaltungssitz der gleichnamigen Gemeinde. Die 1.326 Einwohner (Stand: 2024), leben auf einer Fläche von 68,59 km², 38,9 km von der Provinzhauptstadt A Coruña entfernt.

## Bevölkerungsentwicklung der Gemeinde
Legende: Irijoa___Irixoa

Quelle: INE-Archiv – grafische Aufarbeitung für Wikipedia

## Gemeindegliederung
Die Gemeinde Irixoa ist in sieben Parroquias gegliedert:
| Parroquias | Patrozinium  | Einwohner 2024 | Fläche km² | Dichte Einw./km² | Höhe msnm | Ortskennzahl |
| ---------- | ------------ | -------------- | ---------- | ---------------- | --------- | ------------ |
| Ambroa     | San Tirso    | 329            | 14,64      | 22               | 261       | 15039010000  |
| Churío     | San Martiño  | 119            | 3,50       | 34               | 310       | 15039030000  |
| Coruxou    | San Salvador | 102            | 4,45       | 23               | 310       | 15039020000  |
| Irixoa     | San Lourenzo | 177            | 5,58       | 32               | 369       | 15039040000  |
| Mántaras   | Santa María  | 166            | 11,31      | 15               | 260       | 15039050000  |
| Verís      | Santa María  | 230            | 21,41      | 11               | 377       | 15039060000  |
| A Viña     | Santaia      | 193            | 7,50       | 26               | 356       | 15039070000  |

## Wirtschaft
| Ackerbau, Viehzucht und Fischerei                                                  | 089 | 017,55 |
| Industrie                                                                          | 054 | 010,65 |
| Bauwirtschaft                                                                      | 036 | 07,10  |
| Dienstleistungsbetriebe                                                            | 328 | 064,69 |
| Total                                                                              | 507 | 100,00 |
| * Daten aus dem Statistischen Amt für Wirtschaftliche Entwicklung in Galicien, IGE |     |        |

## Sehenswürdigkeiten
- Pfarrkirchen der Parroquias bieten einen Einblick in die religiöse Architektur der Region